# NGC 2441
NGC 2441 är en stavgalax i stjärnbilden Giraffen. Den upptäcktes år 1882 av Ernst Wilhelm Leberecht Tempel. 